# Pseudomaenas oncodogramma
Pseudomaenas oncodogramma là một loài bướm đêm trong họ Geometridae.